# Eurybrachyidae
Eurybrachyidae o Eurybrachidae Stål, 1862, è una piccola famiglia comprendente insetti dell'ordine dei Rincoti Omotteri, Superfamiglia dei Fulgoroidei.

## Descrizione
Gli Eurybrachyidae hanno capo tanto largo quanto lungo, con regione fronto-clipeale ampia e carenata lateralmente e 1-3 carene longitudinali mediane. Il margine della regione fronto-clipeale forma un angolo all'altezza delle antenne, carattere che differenzia questa famiglia da quella dei Ricaniidae.
Le ali anteriori presentano i caratteri più evidenti della famiglia: sono molto larghe e più lunghe dell'addome e presentano disegni variegati che conferiscono a questi insetti proprietà mimetiche.
Le zampe presentano, come in tutti i Fulgoroidei, le coxe allungate. Quelle posteriori hanno il secondo tarsomero poco sviluppato e privo di denti nel margine apicale.
L'addome è generalmente di colore vivace, rosso o arancio, oppure bruno.

## Biologia
Gli Eurybrachyidae sono in generale associati alla vegetazione arborea. Diverse specie australiane sono associate agli Eucalyptus o alle Acacie. Sono insetti fugaci, sia per la capacità di mimetizzarsi restando immobili, sia per la facilità con cui fuggono se disturbati, spiccando salti.
Le femmine depongono le uova sulla corteccia proteggendole con una copertura di cera.

## Sistematica
La famiglia comprende circa 180 specie ripartite in 34 generi:
- Amychodes
- Ancyra
- Aspidioxys
- Aspidonitys
- Chalia
- Dardus
- Elthenus
- Euronotobrachys
- Eurybrachys
- Frutis
- Gastererion
- Gedrosia
- Gelastopsis
- Harmosma
- Loxocephala
- Lyncilia

- Macrobrachys
- Maeniana
- Mesonitys
- Messena
- Metoponitys
- Neoplatybrachys
- Nesiana
- Nicidus
- Nirus
- Olonia
- Paropioxys
- Platybrachys
- Purusha
- Ricanocephalus
- Thessitus
- Yarrana

## Distribuzione
La famiglia è rappresentata in Africa, Asia e Australia.